# Eduard Zeis
Eduard Zeis (* 1. Oktober 1807 in Dresden; † 28. Juni 1868 ebenda) war ein deutscher Chirurg.

## Leben

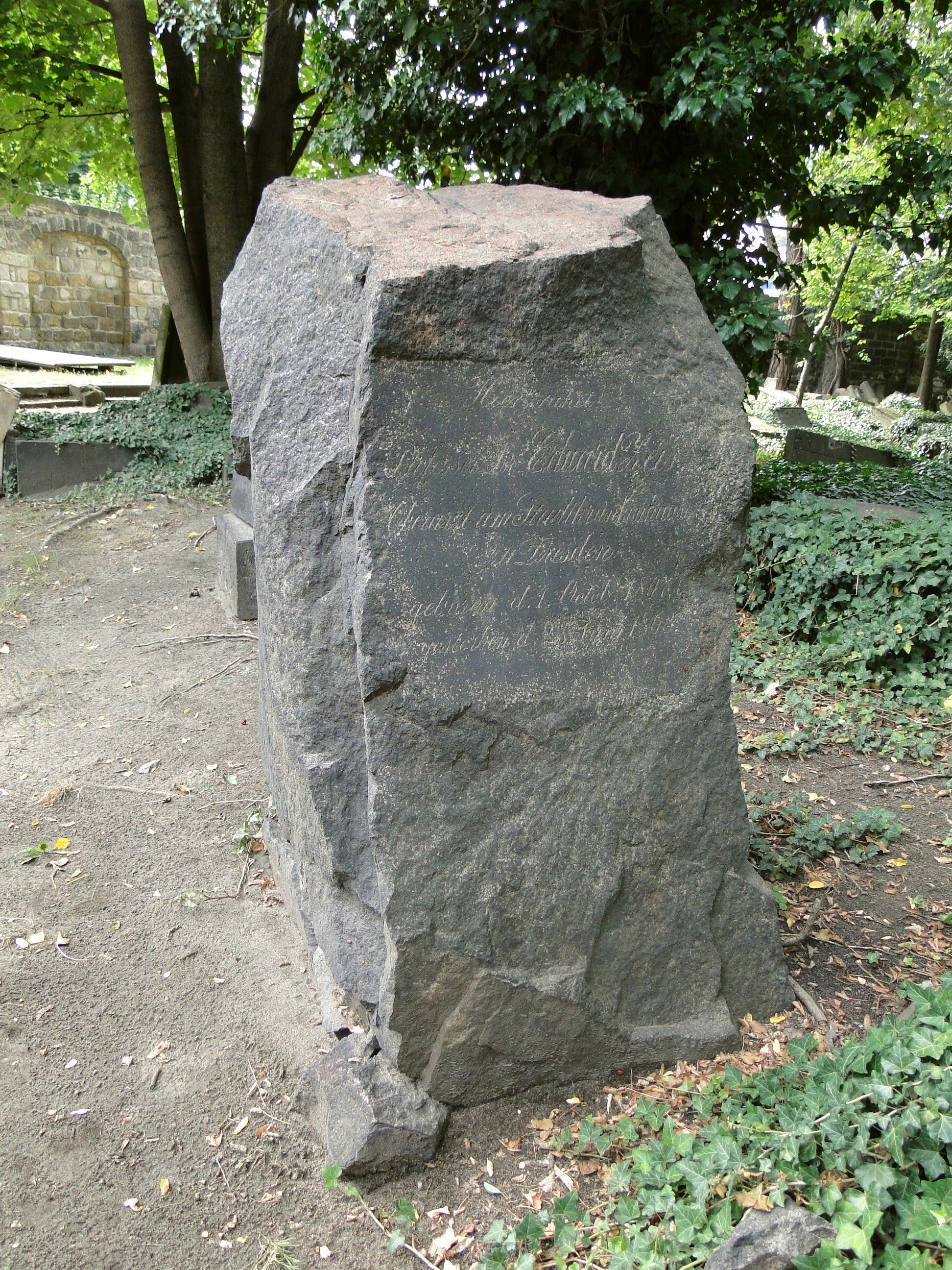
Grab von Eduard Zeis auf dem Eliasfriedhof in Dresden

Zeis studierte in Leipzig, Bonn, München und wiederum Leipzig, wo er 1832 zum Doktor der Medizin promoviert wurde.
Im Jahr 1844 wurde Zeis ordentlicher Professor für Chirurgie an der Universität Marburg und Direktor der dortigen chirurgischen Klinik. 1847 wurde er in die Leopoldina gewählt. Ab 1850 war er in Dresden erster Oberarzt der Abteilung für äußere Krankheiten im neuen Krankenhaus Dresden-Friedrichstadt. Sein Nachfolger auf dem Lehrstuhl in Marburg wurde Wilhelm Roser.
Zeis starb 1868 in seiner Heimatstadt Dresden und wurde auf dem dortigen Eliasfriedhof im Feld C 5-42 begraben.
Nach ihm benannt sind die Zeis-Drüsen.

## Schriften (Auswahl)
- Handbuch der plastischen Chirurgie. G. Reimer, Berlin 1838 (mit einem Vorwort von Johann Friedrich Dieffenbach).
- Die Literatur und Geschichte der plastischen Chirurgie. 1862.